# الناهة بنت مكناس
الناها بنت حمدي ولد مكناس (10 مارس 1969) سياسية ودبلوماسية ونائبة برلمانية سابقة ووزيرة موريتانية شغلت عدة مناصب وزارية في عدة حكومات موريتانية، منها حقيبة وزارة الخارجية في حكومة الدكتور مولاي ولد محمد الأغظف بين عامي 2009 و2011، (في عهد الرئيس محمد ولد عبد العزيز) كأول وزيرة خارجية في العالم العربي. وهي ابنة السياسي البارز ووزير الخارجية السابق حمدي ولد مكناس، وتقود حزبا سياسيا هو الاتحاد من أجل الديمقراطية والتقدم، المحسوب على الأغلبية الموالية.
انتخبت خليفة لوالدها بعد وفاته على رأس الحزب الذي أسسه مع مجموعة رفاقه في التسعينيات، وكانت من أول البرلمانيين الذين تقدموا بطلب حجب الثقة عن حكومة الرئيس الأسبق سيدي محمد ولد الشيخ عبد الله 2008، عملت وزيرة مستشارة برئاسة الجمهورية، ثم أقيلت من منصبها إثر انقلاب الثالث من أغسطس/آب 2005 وتفرغت نهائيا للعمل الحزبي، فتمكنت من دخول البرلمان مع مجموعة من أعضاء حزبها عام 2006. وتلقت تعليمها الأساسي والثانوي والعالي في نواكشوط ودكار وباريس، وحصلت على الشهادة العليا في الإدارة من المعهد العالي للإدارة بفرنسا، وتدربت في البنوك الفرنسية. وفي يوم 22 مارس 2011 م وبموجب تعديل وزاري على تشكيلة الحكومة الموريتانية تمت اقالتها من وزارة الخارجية.